# (207548) 2006 LZ
2006 أل زد (ويعرف أيضًا باسم (207548) 2006 أل زد وفق تسمية الكوكب الصغير) (بالإنجليزية: 2006 LZ)‏ هو كويكب ضمن حزام الكويكبات؛ وترتيبه 207548 من حيث الاكتشاف.
اكتُشف هذا الجُرم الفلكي بواسطة جيمس ويتني يونغ في 4 يونيو 2006.

## وصلات خارجية
- (207548) 2006 LZ في قاعدة بيانات مختبر الدفع النفاث لأجرام النظام الشمسي الصغيرة

- الاكتشاف · مخطط المدار ·  العناصر المدارية · المعلمات المادية

- (207548) 2006 LZ على موقع ويكي سكاي: DSS2, SDSS, GALEX, IRAS, Hydrogen α, X-Ray, Astrophoto, Sky Map, Articles and images